# Caserío de Echávarri
El Caserío de Echávarri, también conocido como Echávarri de la Solana (en euskera: Etxabarri o Etxabarri Iguzkitza), es un caserío del municipio de Aberin (Navarra, España). Está situado a la orilla de la carretera NA-122, a 3 km de Estella, a las faldas de Montejurra, en una ubicación estratégica.
Tenía 1 habitante en 2017.

## Toponimia
El topónimo es de origen vasco y significa ‘casa(s) nueva(s)’, de etxe- ‘casa’ y -berri ‘nuevo’. Se trata de una construcción análoga a Etxeberri.
Para diferenciarlo de otros Echávarri existentes en territorio vascófono, se le incluye el apelativo del valle en el que se encuentra: la Solana (Iguzkitzaibar en euskera).

## Historia
Según las investigaciones de Julia Baldó Alcoz, «Echávarri constituye uno de los escasos testimonios conservados de recintos medievales de las órdenes militares». La elección de su emplazamiento, al igual que ocurre con el vecino de Aberin, obedeció, sin duda, a su privilegiada situación respecto a la intersección entre el corredor natural Pamplona-Logroño, sobre el cual discurre igualmente el Camino de Santiago francés, con la vía que desde Estella accede a la Ribera estellesa, vía que, al mismo tiempo, servía de cañada agropecuaria. El acceso, además, a las vegas del río Ega era otro elemento determinante.
Fue una de las encomiendas primigenias del Gran Priorato de Navarra de la Orden de San Juan de Jerusalén. En 1847 se consideraba despoblado «propiedad de los sanjuanistas».

## Patrimonio en peligro
Los restos arquitectónicos de la encomienda de la Orden de San Juan de Jerusalén figuran en la lista roja de patrimonio en peligro de la asociación Hispania Nostra.